# Hammermühle (Tiefenbach)
Hammermühle ist ein amtlich benannter Gemeindeteil von Tiefenbach im Oberpfälzer Landkreis Cham in Bayern. Der Ortsteil wird im Amtlichen Ortsverzeichnis von 1991 als baulich verbunden mit dem Gemeindehauptort Tiefenbach aufgelistet. Der gleiche Vermerk findet sich bereits im Vorgängerverzeichnis mit Datenstand 1970. Vorher wurde der Ortsteil jahrzehntelang unter Hammertiefenbach subsumiert, bis jenes auch als mit Tiefenbach baulich verbunden galt.

## Geographische Lage
Hammermühle liegt 1 km östlich von Tiefenbach nördlich der Staatsstraße 2154 von Tiefenbach nach Treffelstein an der Brücke über die Bayerische Schwarzach.
Sie befindet sich gegenüber von Hammertiefenbach.

## Geschichte
Wann die Hammermühle gegründet wurde, ist unbekannt.
Im niederbayerischen Salbuch wurden 1280 drei Mühlen in Tiefenbach erwähnt, es ist aber nicht sicher, dass die Hammermühle eine von ihnen war.
Die Hammermühle gehörte über mehrere hundert Jahre der Familie Vogl, die dort auch eine Säge betrieb.
Zum Stichtag 23. März 1913 (Osterfest) wird Hammermühle mit 1 Haus und 16 Einwohnern aufgeführt.